# كأس سلوفينيا 1997–98
كأس سلوفينيا 1997–98 هو موسم من كأس سلوفينيا. كان عدد الأندية المشاركة فيه 32، وفاز فيه نادي رودار فيلينيه.